# Боочи
Боочи (рос. Боочи) — село Онгудайського району, Республіка Алтай Росії. Входить до складу Куладинського сільського поселення.
Населення — 270 осіб (2015 рік).